# Betasyrphus linga
Betasyrphus linga är en tvåvingeart som beskrevs av Ghorpade 1994. Betasyrphus linga ingår i släktet Betasyrphus och familjen blomflugor. Inga underarter finns listade i Catalogue of Life.